# Reurbanismus
Reurbanismus je urbanistický termín označující obnovení přirozených funkcí vesnických a městských center. Reaguje na negativní trend ve vývoji sídelních útvarů (tzv. dekoncentraci), jehož průvodním jevem je vytrácení přirozených funkcí středů měst a vesnic. Tento trend je následkem neorganizovaného přesunu většiny příležitostí - tj. pracovních míst, obchodů, služeb i obydlí - na předměstí. Je provázen řadou ekonomických, ekologických a sociálních problémů. Proces rozpadu městského centra je již dokonán v řadě velkých měst USA, v Evropě a Asii je opožděný. 
Reurbanizace je řízeným procesem, který usiluje o opětnou koncentraci příležitostí v přirozeném centru aglomerace. Toho dosahuje mnoha formami - mj. obnovou veřejných prostranství z obecních nebo státních fondů, posílením bezpečnosti nasazením vyššího počtu policistů do ulic nebo speciálními programy zvýhodňujícími ty, kteří se rozhodnou znovu osídlit vybydlená centra.

## Co je funkční městské nebo vesnické centrum?
Laicky řečeno je funkčním městským centrem takové místo, na kterém se shromáždí obyvatelé dané oblasti při spontánní demonstraci nebo po vítězství místního sportovního klubu.